# 哈氏蛇屬
哈氏蛇（學名：Haasiophis）是一種已滅絕及有後肢的蛇。其下只有一個物種，就是聖域哈氏蛇。它們是森諾曼階三種有後肢的蛇之一。

## 命名
哈氏蛇的命名是為紀念最先描述其化石但在後期死亡的古生物學家Georg Haas。其種小名是拉丁文「聖域」之意。

## 化石
聖域哈氏蛇只有一個從近拉姆安拉猶太山脈（Judean Mountains）發現的化石。化石發現地也同時發現了厚針龍的模式標本。位點是由低能量沉積而成的石灰岩。哈氏蛇的化石現存於希伯來大學，全長達88厘米，只缺少了尾巴末端。

## 構造
聖域哈氏蛇的頭顱骨保存得十分完好，只有少許被壓扁。其頭顱有像筒蛇科的原始特徵及像巨口類的進化特徵。它飢的前頜骨細小及沒有牙齒，頜骨、齶骨、翼狀骨及齒槽骨共有73-75顆牙齒。它們的眼眶前很細小及幼長，像蟒科一般。額骨鼻部及額骨非常像厚針龍及恐蛇的。它們共有199塊脊骨，與及尾巴第200塊的碎片，第5-154塊脊骨有肋骨。第155塊脊骨開始有分叉橫突，一直伸展至第160塊。第45-48及105-108塊脊骨的肋骨有像厚針龍的特徵：骨質很厚。
哈氏蛇沒有薦骨肋骨或脊骨，骨盆帶與脊柱之間也沒有任何連繫。骨盆帶被部份骨頭所遮蔽，所以看不見其情況。聖域哈氏蛇的兩條大腿骨也被保存下來，但右肢的其餘部份已經失去。左肢杆、踝骨、脛骨及腓骨都有保存起來，而脛骨仍有些許是接連的。腳掌有三個脛骨骨化及五個蹠骨骨化。脛骨骨化顯示沒有任何與骨頭連接的跡象。

## 分類
從哈氏蛇的幾個骨骼特徵會估計它們是厚針龍的幼體。體型細小、未完全發育的脛骨骨化、較小的骨肥厚、脛骨及腓骨相對較大等都是幼體的證明。但是其頭顱骨及牙齒結構則明顯與厚針龍有所不同。厚針龍的神經棘高很多，而肋骨形狀也有不同。故此，哈氏蛇與厚針龍被認為是非常接近但不同的屬。
根據頭顱骨的支序分類學分析，哈氏蛇會是巨口類的姊妹分類或是基底成員。這個推論得到骨骼特徵的支持。不過擁有後肢卻對這種分類方式產生了問題。就厚蛇科的後肢有兩個意見。第一種認為它們是自沒有腳的祖先演化出後肢來；第二種則認為蛇是在多種情況下失去腳的。但由於標本的數量有限，未能對這個複雜問題作出定論。